# Nordvietnam
Die Demokratische Republik Vietnam (vietnamesisch Việt Nam Dân Chủ Cộng Hòa; abgekürzt DRV), seit 1954 umgangssprachlich als Nordvietnam bezeichnet, war ein Staat in Südostasien am Südchinesischen Meer. Sie wurde am 1. September 1945 durch Hồ Chí Minh in Hanoi als Teil der Union française ausgerufen, nachdem die Vietminh (Liga für die Unabhängigkeit Vietnams) landesweit die Macht erobert hatten und der vietnamesische Kaiser Bảo Đại abgedankt hatte. Bis 1947 umfasste dieser Staat ganz Vietnam; dann stürzten Frankreichs Kolonialtruppen Hos Regierung in Hanoi.
Nach dem Sieg der Vietminh in Điện Biên Phủ 1954 bildete sich ein unabhängiger Staat Nordvietnam aus Teilen Bắc Bộs (Tonkin) und An Nams (Annam) unter Führung Ho Chi Minhs mit der Hauptstadt Hanoi. Nach der Indochinakonferenz 1954 wurde Vietnam in eine Nordzone, die Demokratische Republik Vietnam, und eine formal unabhängige Südzone geteilt, aus der sich 1956 der Staat Südvietnam entwickelte. Die Spaltung wurde erst überwunden, nachdem die Armee Nordvietnams im Vietnamkrieg Südvietnam 1975 erobert hatte. Dem folgte am 2. Juli 1976 die Wiedervereinigung zur „Sozialistischen Republik Vietnam“.

## Geschichte
Siehe auch Geschichte Vietnams.

### Unabhängigkeit
Am 2. September 1945 proklamierte Ho Chi Minh nach der erfolgreichen Augustrevolution die erste unabhängige Republik Südostasiens, die Demokratische Republik Vietnam. Von den inzwischen wieder zurückgekehrten Franzosen wurde Vietnam zunächst auch als autonomer Staat innerhalb der Union Française anerkannt. Die Unabhängigkeitserklärung berief sich auf die Unabhängigkeitserklärung der USA von 1776 und auf die Deklaration der Menschen- und Bürgerrechte nach der Französischen Revolution.
Nach einem Übereinkommen der Alliierten während der Potsdamer Konferenz im August 1945 stand dem jungen Staat allerdings die Besetzung durch Truppen der Kuomintang vom Norden und des Vereinigten Königreichs vom Süden zur Entwaffnung der Japanischen Streitkräfte bevor. Die Briten baten jedoch die besiegten Japaner, im Süden die Ordnung herzustellen. Trotz eines Friedensvertrages mit den Viet Minh erzwangen die Franzosen, deren Truppen den Briten folgten, am 23. September 1945 die Wiedererrichtung ihrer Herrschaft in Südvietnam.

### Indochinakrieg und Teilung Vietnams
Der Versuch einiger Politiker Frankreichs, sich das unabhängige Vietnam wieder untertan („botmäßig“) zu machen, führte 1946 zum Ausbruch des Indochinakrieges. Von einer völligen Beendigung französischer Kolonialpolitik, wie sie noch in einer Rede Charles de Gaulles 1942 in Brazzaville erahnt werden konnte, war schon 1945 keine Rede mehr.
Nach anfänglichen militärischen Erfolgen im Jahr 1947 entschieden sich die Franzosen, die die Kampfkraft der Việt-Minh-Organisation unterschätzt hatten, sich aufgrund des Mangels an Soldaten in Befestigungen entlang der wichtigen Straßen im Norden Vietnams zurückzuziehen. Nach einer zwei Jahre andauernden Patt-Situation hatte sich die Việt Minh-Armee auch aufgrund von Hilfslieferungen aus dem kommunistischen China so weit gestärkt, dass es ihr möglich war, die Kolonialmacht in den Jahren von 1950 bis 1953 fast vollständig aus dem nordvietnamesischen Landesteil Tonkin zu vertreiben.
Die DRV wurde im Januar 1950 von der Volksrepublik China und der Sowjetunion formal als Regierung eines souveränen Staates anerkannt. Die Satellitenstaaten der Sowjetunion folgten der Entscheidung in den folgenden Wochen.
Nach jahrelangem Guerillakampf gelang es den Việt Minh unter General Võ Nguyên Giáp am 7. Mai 1954, die französischen Truppen in der Schlacht von Điện Biên Phủ zu besiegen. Dieses Ereignis markiert das Ende der französischen Kolonialherrschaft in Indochina. Es folgten ein Waffenstillstand und eine Deklaration auf der sich anschließenden Genfer Indochinakonferenz vom 21. Juli 1954, die unter anderem bis zu den im Juli 1956 abzuhaltenden all-vietnamesischen Wahlen eine vorübergehende Teilung entlang einer Demarkationslinie am 17. Breitengrad, nördlich der alten Kaiserstadt Huế, in eine nördliche und südliche Zone vorsah. Im Süden existierte weiterhin als südlicher Staat das 1949 gegründete Quốc gia Việt Nam, dessen Staatsoberhaupt zunächst noch der ehemalige Kaiser Bảo Đại war. Bereits 1955 wurden, entgegen dem Genfer Beschluss, im Süden separate Wahlen abgehalten, die Ngô Đình Diệm gewann. Dadurch wurde er Präsident, was bereits de facto zur Grundlage für die Spaltung des Landes wurde, da es so zu dem geplanten gesamt-vietnamesischen Urnengang nie kam.
Die USA weigerten sich, den Beschluss der Genfer Konferenz anzuerkennen, erklärten aber in einem separaten Protokoll, dass sie die Deklaration weder durch Drohungen noch durch militärische Gewalt verändern würden. Jedoch entsandte der US-amerikanische Präsident nach 1962 unter Verletzung des Genfer Abkommens mehrere Tausend sogenannte Militärberater in den Süden Vietnams.

### Innen- und Wirtschaftspolitik
Nach dem Sieg im Indochinakrieg widmete sich die kommunistische Partei dem Umbau des Staats und der Gesellschaft nach dem Muster der Sowjetunion. Die Partei kontrollierte durch Massenorganisationen das politische und auch persönliche Leben der Bevölkerung. Sowohl Handwerk, Industrie als auch Landwirtschaft sollten durch Verstaatlichung und Kollektivierung in eine sozialistische Planwirtschaft überführt werden. 1957 waren 72 % der Wirtschaftsleistung in privater Hand, bis 1970 wurden 91 % der Ökonomie in den Staatssektor überführt.

### Vietnamkrieg und Wiedervereinigung

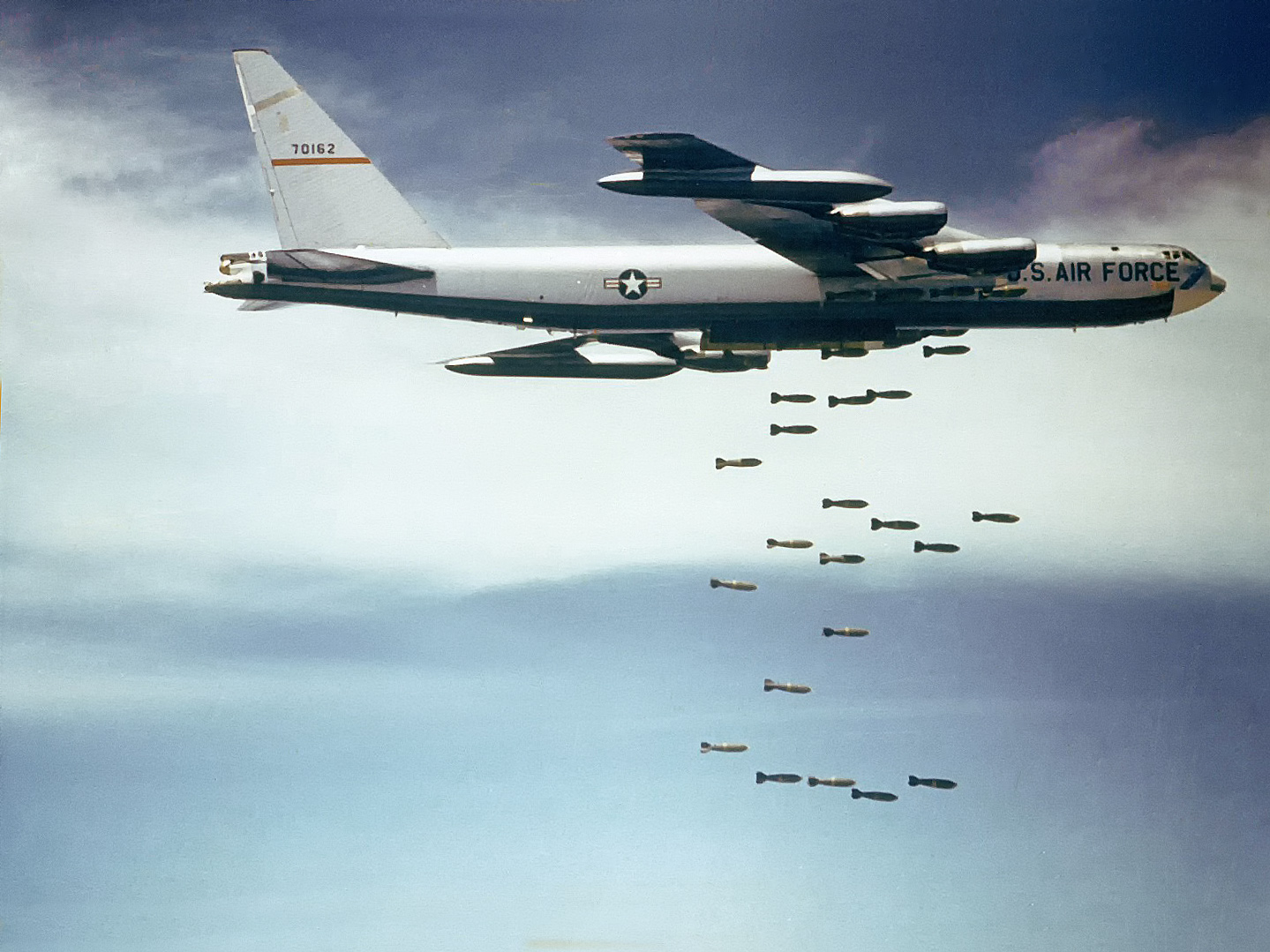
Boeing B-52 wirft Bomben ab

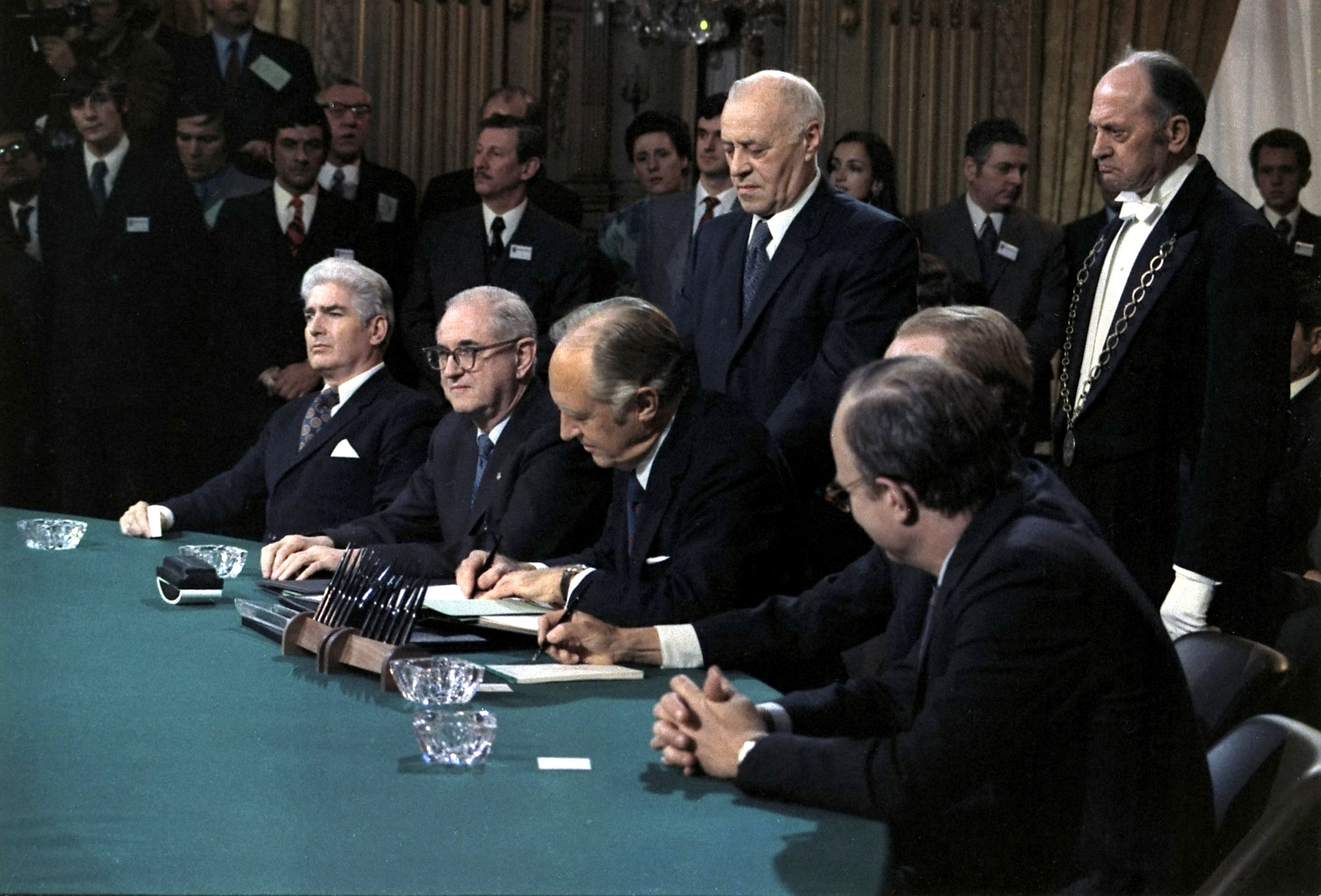
Unterzeichnung des Friedensabkommens

Am 2. und 4. August 1964 ereignete sich der Zwischenfall im Golf von Tonkin. Dieser bestand zunächst aus einem von den USA provozierten Torpedoangriff von nordvietnamesischen Schnellbooten auf einen US-amerikanischen Zerstörer und zwei Tage später einem, wie sich später herausstellte, von den USA lediglich behaupteten weiteren Torpedoangriff. Nachdem unter dem Präsidenten John F. Kennedy sogenannte Militärberater der USA in Südvietnam stationiert worden waren, nahmen die USA diesen Zwischenfall als Grund für eine massive militärische Aufrüstung. Zu dieser Zeit gingen die USA davon aus, dass durch Infiltration nordvietnamesischer, also kommunistischer Kräfte das westlich orientierte Südvietnam umkippen und ebenfalls kommunistisch werden könnte (Dominotheorie). So unterstützte die Sowjetunion das Land mit Hilfszahlungen in Höhe von jährlich 400 Millionen Rubel und lieferte umfangreiche Waffen, darunter Panzer, Flugabwehrraketen, moderne Abfangjäger vom Typ MiG-21, Radargeräte und monatlich 150.000 Tonnen Treibstoff und 150.000 Tonnen Getreide. Im April 1966 hielten sich rund 500 sowjetische Militärspezialisten im Land auf. Die Volksrepublik China lieferte 1966 rund 250.000 Tonnen Reis.
Die Ereignisse im Golf von Tonkin dienten als Anlass für den Beginn des Vietnamkrieges. Ab 1965 gab es einen systematischen Luftkrieg der Vereinigten Staaten gegen Nordvietnam. Bis 1968 eskalierte der Krieg trotz militärischer Überlegenheit der USA. Auf der Seite der Befreiungsbewegung FNL (von den US-Amerikanern als Viet Cong bezeichnet) kämpften rund 230.000 Partisanen und 50.000 Angehörige der offiziellen nordvietnamesischen Streitkräfte. Ihnen standen rund 550.000 Amerikaner, ungefähr die gleiche Zahl ARVN-Soldaten, 50.000 Südkoreaner und kleinere Kontingente Verbündeter (darunter auch aus Australien und Neuseeland) gegenüber.
Ab 1968 versuchten die Vereinigten Staaten mehr und mehr, den Krieg zu vietnamisieren. Sie fuhren ihr direktes Engagement immer mehr zurück und bereiteten den Abzug ihrer Truppen in mehreren Schritten vor. Der südvietnamesischen Armee wurde die Hauptlast des Krieges auferlegt. Die Bombardierungen und Luftangriffe, insbesondere die Verwendung von Entlaubungsmitteln, durch die US-Amerikaner dauerten jedoch bis 1973 an.
Am 2. September 1969 starb Ho Chi Minh, der Präsident Nordvietnams. Am 28. Januar 1973 vereinbarten Henry Kissinger und Lê Đức Thọ, der Nachfolger von Ho Chi Minh, einen Waffenstillstand. Damit endete die direkte Kriegsbeteiligung der Vereinigten Staaten, die Waffenlieferungen an Südvietnam gingen jedoch weiter. Die Nordvietnamesen setzten den Kampf gegen den Süden fort. Die Volksbefreiungsarmee erzielte fortlaufend Gewinne in Südvietnam. Am 21. April 1975 stand Saigon vor dem Fall, Staatschef Nguyễn Văn Thiệu legte sein Amt nieder, die letzten verbliebenen Vertreter der USA wurden evakuiert. Am 30. April wurde Saigon eingenommen, Südvietnam kapitulierte bedingungslos. Der Vietnamkrieg war damit zu Ende. Am 2. Juli 1976 wurden Nord- und Südvietnam unter dem Namen Sozialistische Republik Vietnam wiedervereint.